# Тарас. Возвращение
«Тара́с. Возвраще́ние» (укр. «Тарас. Повернення»; рабочее название: «Тарази. Прощание с пустыней») — украинский художественный фильм режиссёра и сценариста Александра Денисенко, повествующий о периоде ссылки Тараса Григорьевича Шевченко в Казахстане.

## Синопсис
Фильм рассказывает о Тарасе Шевченко в ссылке в тяжёлые для него последние недели пребывания в Новопетровской крепости в Мангистау (Казахстан), перед самым его увольнением из армии. Сюжет фильма построен на истории преследования Шевченко агентами царской тайной полиции.

## Производство
Сценарий фильма «Прощание с пустыней» выиграл Международный конкурс киносценариев к 200-летнему юбилею Т. Шевченко в марте 2012 года, однако так и не был запущен в производство. От автора сценария и режиссёра Александра Денисенко тогдашнее Госкино Украины потребовало изменений в сценарии и изъятия сцен направленных против российского империализма и шовинизма, на это Александр Денисенко не согласился. Проект был закрыт.
Про реанимацию проекта заговорили в 2015 году, всё то же Госкино выделило деньги на создание. В июле 2016 начались съёмки фильма в Киеве в крепости Косой капонир. В Течение августа и сентября проходили съёмки в Мангистау (Казахстан). В декабре на киностудии в Одессе завершились павильонные съёмки фильма. В апреле 2017 года состоялась киноэкспедиция к Капшагаю (Казахстан). В мае состоялись съёмки в Белгородской крепости и окрестностях Белгорода-Днестровского. В июне был снят последний эпизод фильма. В общем в фильме отснято 38 локаций, более ста актёрских ролей, что является рекордом для современного украинского кино.

### Финансирование
Лента является победителем четвёртого конкурсного отбора Госкино. Общий бюджет ленты — 44,8 млн грн., 50 % (22,4 млн грн.) предоставило Госкино.

### Роман
В марте 2018 года издательство «Клуб сімейного дозвілля» издало роман Александра Денисенко с одноимённым названием «Тарас. Возвращение», в который автор включил дополнительные сюжетные линии, сцены и персонажей. Изданный роман является первой частью неопубликованного романа-трилогии Денисенко «Три души, три ворона, три лирника» («Три душі, три ворони, три лірники»).

## Релиз
В четверг, 9 марта 2017 года, в день 203-й годовщины со дня рождения украинского поэта и писателя Тараса Шевченко презентовали тизер художественного фильма «Тарас. Возвращение». Однако долгое время дата премьеры картины не озвучивалась. 9 марта 2019 года состоялся предпремьерный показ фильма в Национальном музее Тараса Шевченко.
13 сентября 2019 года состоялась фестивальная премьера на Международном фестивале «Брукивка» в Каменец-Подольском.
Также, по словам продюсера Владимира Филиппова, будет показана 4-серийная телеверсия фильма. 

## Прокат
Фильм вышел на экраны Украины 24 сентября 2020 года. Украинским прокатом картины занимается дистрибутор Svoe Kino. По данным Продюсерского центра «ІнсайтМедіа», за первую неделю проката выполнен 361 сеанс, фильм посетили 1558 зрителей, собрано 136 602 грн. С этими показателями фильм занял 9-е место топ-10 украинского кинопроката. По мнению независимых экспертов, фильм не оправдал ожиданий продюсеров.

## Награды
На Международном кинофестивале «Брукивка» в сентябре 2019 года в Каменец-Подольском фильм был удостоен высшей награды фестиваля за лучший украинский художественный фильм, работа оператора-постановщика фильма Александра Крышталовича признана лучшей. Лучшими исполнителями главных ролей признаны актриса Анна Топчий (роль Агаты Усковой) и актёр Юрий Шульган (роль Ираклия Ускова).
На Международном кинофестивале «Буковина» в октябре 2019 г. оператор А. Крышталович получил диплом за лучшую операторскую работу.
В конце октября 2019 г. на Международном кинофестивале «Місто Мрії» в городе Ровно фильм завоевал приз в номинации «Лучший художественный фильм».